# Europaspiele 2015/Teilnehmer (Monaco)
| Gelbes Symbol für Goldmedaillen mit stilisierten Olympischen Ringen | Graues Symbol für Silbermedaillen mit stilisierten Olympischen Ringen | Braundes Symbol für Bronzemedaillen mit stilisierten Olympischen Ringen |
| ------------------------------------------------------------------- | --------------------------------------------------------------------- | ----------------------------------------------------------------------- |
| —                                                                   | —                                                                     | —                                                                       |

Monaco nahm in Baku an den Europaspielen 2015 teil. Vom Comité Olympique Monégasque wurden fünf Athleten in vier Sportarten nominiert.

## Judo
| Athleten      | Wettbewerb       | 1. Runde | 1. Runde | 2. Runde     | 2. Runde  | Achtelfinale | Achtelfinale | Viertelfinale | Viertelfinale | Hoffnungsrunde Halbfinale | Hoffnungsrunde Halbfinale | Halbfinale | Halbfinale | Hoffnungsrunde Finale | Hoffnungsrunde Finale | Finale / Kampf um Bronze | Finale / Kampf um Bronze | Rang |
| Athleten      | Wettbewerb       | Gegner   | Ergebnis | Gegner       | Ergebnis  | Gegner       | Ergebnis     | Gegner        | Ergebnis      | Gegner                    | Ergebnis                  | Gegner     | Ergebnis   | Gegner                | Ergebnis              | Gegner                   | Ergebnis                 | Rang |
| ------------- | ---------------- | -------- | -------- | ------------ | --------- | ------------ | ------------ | ------------- | ------------- | ------------------------- | ------------------------- | ---------- | ---------- | --------------------- | --------------------- | ------------------------ | ------------------------ | ---- |
| Männer        |                  |          |          |              |           |              |              |               |               |                           |                           |            |            |                       |                       |                          |                          |      |
| Yann Siccardi | Klasse bis 60 kg | –        | –        | Arif Bagirov | 0000-0101 | –            | –            | –             | –             | –                         | –                         | –          | –          | –                     | –                     | –                        | –                        |      |
| Cedric Bessi  | Klasse bis 73 kg | –        | –        | Nikola Gusic | 010-100   | –            | –            | –             | –             | –                         | –                         | –          | –          | –                     | –                     | –                        | –                        |      |

## Leichtathletik
Hier trat Brice Etès für die Athletic Association of Small States of Europe an.
| Athleten   | Wettbewerb | Finale      | Finale | Finale |
| Athleten   | Wettbewerb | Zeit/Weite  | Rang   | Punkte |
| ---------- | ---------- | ----------- | ------ | ------ |
| Männer     |            |             |        |        |
| Brice Etès | 800 m      | 1:52,84 min | 6      | 9      |

## Radsport

### Straße
| Athleten          | Wettbewerb      | Zeit                 | Rang                 |
| ----------------- | --------------- | -------------------- | -------------------- |
| Männer            |                 |                      |                      |
| Victor Langelloti | Straßenrennen   | Rennen nicht beendet | Rennen nicht beendet |
| Victor Langelloti | Einzelzeitfahrt | nicht angetreten     | nicht angetreten     |

## Wassersport

### Wasserspringen
Hier fanden die Junioreneuropameisterschaften der U19 (Jahrgang 1997) statt.
| Athleten          | Wettbewerb        | Vorkampf | Vorkampf | Finale | Finale | Rang |
| Athleten          | Wettbewerb        | Punkte   | Rang     | Punkte | Rang   | Rang |
| ----------------- | ----------------- | -------- | -------- | ------ | ------ | ---- |
| Frauen            |                   |          |          |        |        |      |
| Ian-Soren Cabioch | Kunstspringen 1 m | 328,55   | 27       | –      | –      |      |
| Ian-Soren Cabioch | Kunstspringen 3 m | 336,25   | 31       | –      | –      |      |